# 斯捷科利内 (马加丹州)
斯捷科利内（羅馬化：Stekolʹnyy）是俄罗斯马加丹州的市级镇，属哈森区，地处马加丹州西南部，在区行政中心帕拉特卡西南、州府马加丹北偏西方。卡德克昌河（Кадыкчан）穿过该地，在镇西侧汇入哈森河。R504公路（科雷马公路）从东侧经过。
1953年设市级镇。该地2021年人口有1,675人；2010年人口2,023；2002年人口2,260；1989年人口4,843。